# 王喜温泉・糸根温泉
王喜温泉（おうきおんせん）・糸根温泉（いとねおんせん）は山口県（旧国長門国）にある温泉。泉源の位置で名称が異なる（王喜温泉：下関市松屋町、糸根温泉：山陽小野田市埴生）が、同一施設で運営されているため、一括して記す。入浴施設の所在地から、埴生温泉（はぶおんせん）と表記されることもある。

## 泉質
- 王喜温泉
  - 含弱放射能―ナトリウム・カルシウム―塩化物冷鉱泉（ラドン含有量66.7×10⁻¹⁰ Ci/kg）
    - 源泉温度19.4℃ PH値6.9 低張性
- 糸根温泉
  - 含弱放射能―ナトリウム・カルシウム―塩化物冷鉱泉（ラドン含有量84.3×10⁻¹⁰ Ci/kg）
    - 源泉温度21.7℃ PH値7.4 高張性
    - 塩分濃度が高いため、配管の腐食防止のため加水をしている。

## 周辺環境
どちらの源泉も下関市と山陽小野田市の境にある。ドライブイン「みちしお」の敷地内で湧出した温泉であり、ドライブインの一角にある日帰り入浴施設「天然温泉みちしお」に両源泉から温泉が引き込まれており、同じ施設で2つの源泉の湯を楽しむことが出来る。露天風呂からは干拓地と周防灘が望める。付近には山陽オートレース場がある。

## アクセス
- 山陽自動車道埴生ICから国道2号（旧道）方面へ。
- JR山陽本線埴生駅からタクシー
- バス停「西糸根」下車から徒歩1分
- 長府・小月地区から無料送迎バスあり